# Barrage d'Altınkaya
Le barrage d'Altınkaya (en turc Altınkaya barajı) est un barrage en Turquie.

## Sources
- (en) www.dsi.gov.tr/tricold/altinkay.htm Site de l'agence gouvernementale turque des travaux hydrauliques